# Godło Tadżyckiej SRR

Godło Tadżyckiej Socjalistycznej Republiki Radzieckiej

Godło Tadżykistanu

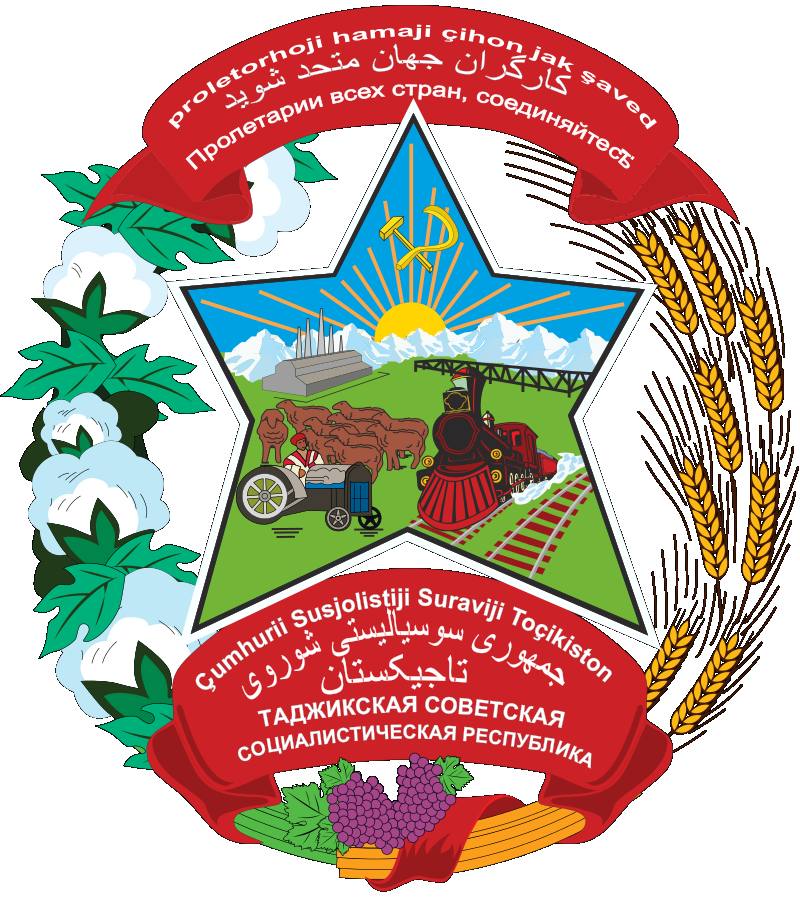
godło Tadżyckiej SRR z lat 1931–1935

Godło Tadżyckiej SRR z lat 1936–1937

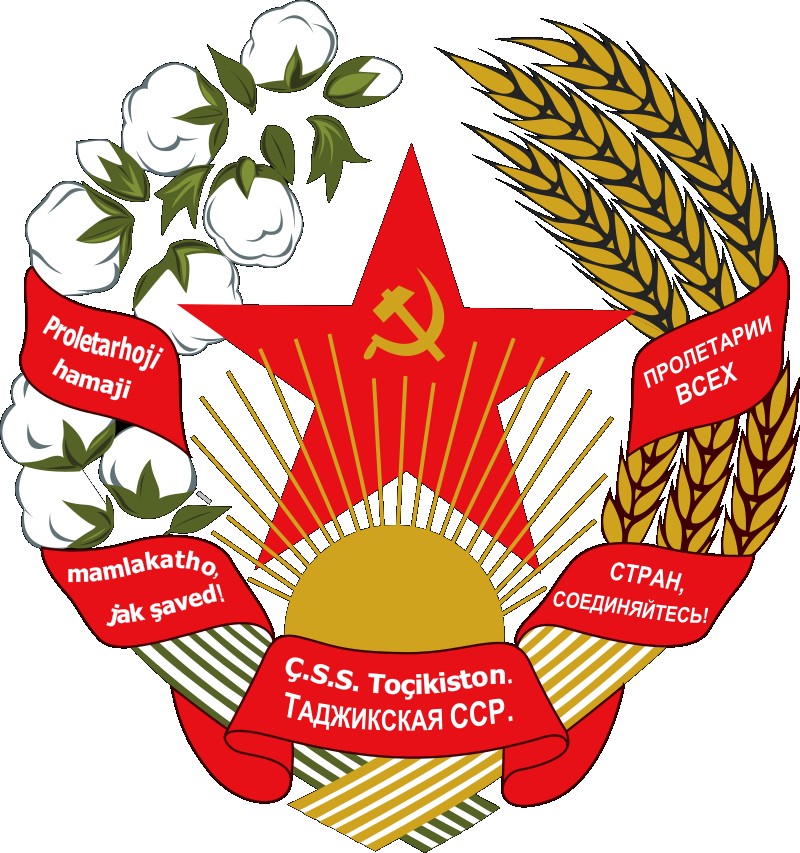
Godło Tadżyckiej SRR z lat 1938–1940 (zapis łaciński)

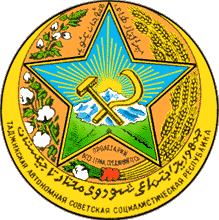
godło Tadżyckiej ASRR z 1929 r.

Godło Tadżyckiej Socjalistycznej Republiki Radzieckiej – w opisanej wersji obowiązywało od 1 marca 1937 r. do początku lat 90. tj. do czasu zastąpienia go symbolem niepodległego Tadżykistanu. W centralnym miejscu godła umieszczono czerwoną pięcioramienną gwiazdę, oznaczającą zwycięstwo komunizmu w pięciu częściach świata. Poza tym zawierało typowe elementy zawarte w godłach republik radzieckich: sierp i młot (na tle owej gwiazdy) – symbol sojuszu robotniczo-chłopskiego oraz najważniejszy element godła Związku Radzieckiego, a także wschodzące słońce – mające wyrażać świt, początek nowej ery w życiu kraju. Całość otoczona była przez dwa wieńce, z których jeden (heraldyczny prawy) złożony był z gałązek bawełny z otwartymi koszyczkami nasiennymi, a lewy (heraldycznie) – z kłosów pszenicy. Umieszczenie zboża oraz bawełny w godle podkreślało znaczenie rolnictwa, a zwłaszcza tych właśnie roślin dla kraju oraz symbolizowało dobrobyt, a także nawiązywało graficznie do godła ZSRR. Wieńce przepasane były czerwonymi wstęgami, na których umieszczone było wezwanie do jedności proletariatu: Proletariusze wszystkich krajów, łączcie się! w języku tadżyckim: Пролетарҳои ҳамаи мамлакатҳо, як шавед! i rosyjskim: Пролетарии всех стран, соединяйтесь! U dołu znajdowała się częściowo skrócona nazwa kraju, także w dwóch językach: РСС Тоҷикистон (skrót od tadżyckiego Республикаи Советии Социалистии Тоҷикистон) i Таджикская ССР (skrót od rosyjskiego: Таджикская Советская Социалистическая Республика).
Wieńce z kłosów zboża oraz gałązek bawełny zawarte w godle Tadżyckiej SRR zostały w nieco zmienionej formie umieszczone we współczesnym godle Tadżykistanu.